# Volturnum
Volturnum (łac. Volturnensis, wł. Volturno) – stolica historycznej diecezji w Italii erygowanej w czasach rzymskich, a włączonej prawdopodobnie w połowie XI wieku w skład archidiecezji Kapui. 
Współczesne miasto Castel Volturno w prowincji Caserta we Włoszech. Obecnie katolickie biskupstwo tytularne ustanowione w 1966 przez papieża Pawła VI. 

## Biskupi tytularni
| Lp. | Biskup               | Funkcja                                        | Od               | Do               |
| --- | -------------------- | ---------------------------------------------- | ---------------- | ---------------- |
| 1   | Joseph Schröffer     | sekretarz Kongregacji ds. Edukacji Katolickiej | 2 stycznia 1968  | 24 maja 1976     |
| 2   | Giuseppe Ferraioli   | nuncjusz apostolski                            | 31 maja 1976     | 31 stycznia 2000 |
| 3   | Fernando Filoni      | nuncjusz apostolski urzędnik Kurii Rzymskiej   | 17 stycznia 2001 | 18 lutego 2012   |
| 4   | Angelo Vincenzo Zani | sekretarz Kongregacji ds. Edukacji Katolickiej | 9 listopada 2012 |                  |